# Europs indica
Europs indica es una especie de coleóptero de la familia Monotomidae.

## Distribución geográfica
Se encuentra al oeste de Bengala.